# Екологія відновлення

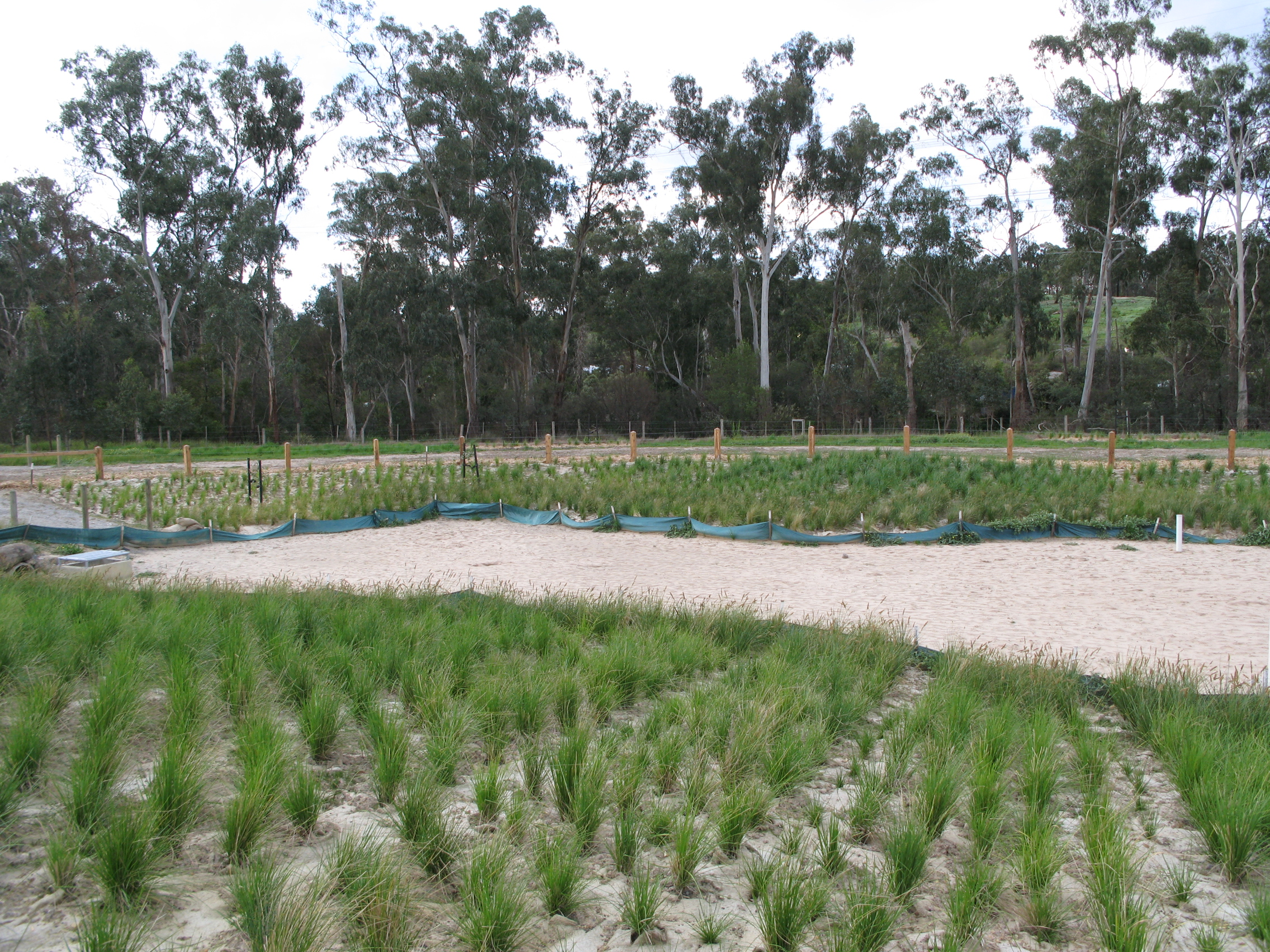
Відродження водно-болотних угідь в Австралії на місцевості, яка раніше використовувалась для сільського господарства

Екологія відновлення виникла як окрема гілка екології у 1980-х рр. Існують наукові роботи, які підтримують практику екологічного відновлення, яка є методикою оновлення та реставрації пошкоджених або знищених екосистем і оселищ живої природи в навколишньому середовищі через активне втручання людини. Таким чином, поняття «екологія відновлення» зазвичай використовують у разі академічного вивчення процесу. В той час як поняття «екологічна реставрація» зазвичай використовується для опису реального проекту, або практичного процесу відновлення.

## Визначення
«Товариство за Екологічну Реставрацію» визначає поняття «екологічна реставрація» як «умисну діяльність, яка ініціює або прискорює відновлення екосистеми з повагою до її здоров'я, цілісності і стабільності». Практика екологічної реставрації включає широкий спектр проектів. Це боротьба з ерозією, відновлення лісів, використання місцевих видів генетичних ресурсів рослин, видалення інтродукованих видів і бур'янів, відновлення рослинного покрову, рекультивація порушених земель, ревіталізація річок, ре інтродукція місцевих видів, а також поліпшення для цільових видів якості їх ареалів і оселищ.
Біолог Едвард Осборн Вілсон стверджує, що: «Це і є засіб, щоб покласти край великому спазму вимирання. Наступне століття, я вважаю, буде епохою реставрації в екології».
Екологія відновлення — це наукове дослідження процесу екологічної реставрації.

## Історія
Протягом багатьох сотень, якщо не тисяч, років, землекористувачі, миряни і управителі земельних володінь практикували екологічне відновлення, або екологічний менеджмент. Проте, наукове поле «екології відновлення» не було офіційно визначено і не було створено термінології аж до кінця 1980-х років, коли це зробили Джон Абер і Вільям Джордан в Університеті Вісконсин-Медісон. Вони провели перші міжнародні зустрічі по цій темі в Медісоні. Під час зустрічей учасники відвідали Університет дендрарію Вісконсину — найстарішого проекту з екології відновлення, який був розроблений відомим професором Олдо Леопольдом. За декілька десятиліть вивчення екології відновлення тільки стає надійною та незалежною науковою дисципліною. А комерційні застосування екологічної реставрації вже значно зросли останніми роками.

## Реставраційні потреби
В науковому товаристві існує консенсус щодо того, що нинішнє погіршення стану навколишнього середовища і руйнування багатьох біот Землі достатньо значне, і відбувається на «катастрофічно скороченій шкалі часу». За оцінками, швидкість поточного вимирання видів від 1000 до 10 тис. разів активніше, ніж за нормальних умов. Для багатьох людей біологічне різноманіття (біорізноманіття) має внутрішню цінність, яка полягає в тому, що люди несуть відповідальність по відношенню до інших живих істот, а також зобов'язання перед майбутніми поколіннями.
З більш антропоцентричної точки зору, природні екосистеми забезпечують людство продовольством, паливом і деревиною. По суті, екосистемні послуги включають очищення повітря і води, детоксикацію і розкладання відходів, регулювання клімату, відновлення родючості ґрунтів, запилення сільськогосподарських культур. Економічна вартість таких процесів була оцінена у трильйони доларів на рік.
Втрата оселищ живої природи є головною причиною як вимирання видів, так і зниження можливостей екосистемних послуг. Є два способи повернути цю тенденцію втрати оселищ живої природи: збереження наявних на даний час оселищ, і відновлення деградованих оселищ живої природи.

## Природоохоронна біологія та екологія відновлення
Екологія відновлення може розглядатись як субдисципліна природоохоронної біології, (наукове дослідження того, як захистити і відновити біорізноманіття), а також як відновлення частини сформованого в результаті природоохоронного руху.

### Природоохорона vs. Відновлення
Фундаментальна відмінність між відновленням та іншими зусиллями щодо природоохорони аналогічна різниці між профілактикою та лікуванням захворювань. Природоохорона намагається зберегти і захистити оселища і біорізноманіття, які ще існують. В той час як відновлення полягає у спробах змінити наявну деградацію навколишнього середовища і зменшення чисельності популяцій. Цілеспрямоване втручання людини використовується для сприяння розвитку оселищ, відновлення біорізноманіття та пов'язаних з цим вигод.
Проте, можливість відновлення не дає привід для перетворення надзвичайно цінних незайманих оселищ дикої природи задля задоволення інших потреб. Як в медицині: краще запобігати, ніж лікувати. Лікування, як правило, є менш ефективним і більш коштовним, ніж запобігання. Лікування не завжди може відновити стан «до травми»: деякі оселища і втрати біорізноманіття є незворотними.

### Основні акценти
Реставраційні екологи і інші природоохоронці в цілому згодні, що оселища дикої природи — це найбільш важливий осередок захисту біорізноманіття. Проте самі по собі ці дві дисципліни фокусуються на різних речах. Природоохоронна біологія як академічна дисципліна корениться в популяційній біології. Через це вона впорядкована на рівні генетики, розглядаючи конкретні популяції (тобто види, що знаходяться під загрозою зникнення). Екологія відновлення впорядкована на рівні угруповань, розглядаючи специфічні екосистеми.
Оскільки природоохоронна біологія впорядкована за видами, вона часто підкреслює хребетних через їх значення та популярність. В той час як екологія відновлення підкреслює рослини через їх важливе значення в межах екосистем (відновлення екосистем базується на ботаніці). Оскільки ґрунти визначають основу будь-якої функціональної наземної системи, увага екології відновлення до екосистемного рівня призводить до збільшення акценту на ролі фізичних і мікробіологічних процесів у ґрунтах.

### Методи досліджень
Зосередженість природоохоронної біології на рідкісних або зникаючих видах обмежує кількість маніпулятивних досліджень з цієї теми. Тому дослідження з природоохорони, як правило, описові, показові та не відтворювані. З іншої сторони, надзвичайно маніпулятивний характер екології відновлення дозволяє досліднику енергійно, із завзяттям перевіряти гіпотези. Активність з реставрації часто відображає експериментальне тестування того, що обмежує популяції.

## Теоретичні засади
Екологія відновлення спирається на широкий спектр екологічних концепцій

### Порушення
Порушення– це зміна умов навколишнього середовища, яка перешкоджає функціонуванню біологічної системи. В широкому переліку просторових і часових масштабів порушення є природним, і навіть необхідним компонентом багатьох угруповань.
Людство здійснювало обмежені «природні» впливи на екосистеми весь час свого існування. Однак в останні декілька століть серйозність та масштаби наших впливів прискорилися. Розуміння і зведення до мінімуму різниці між сучасним антропогенним і «природним» порушенням має вирішальне значення для екології відновлення. Для прикладу, в даний час застосовуються нові технології лісового господарства, які краще імітують історичні порушення.
На додаток, відновлення до стану повністю стійкої екосистеми часто включає вивчення та спроби реставрації природних режимів порушення (наприклад, пірогенна екологія).

### Сукцесія
Екологічна сукцесія — це процес, через який з часом змінюються види, з яких складається угруповання. Після порушення екосистема в цілому протягом декількох поколінь прогресує від простого рівня організації (декілька домінуючих видів) до більш комплексної спільноти (безліч взаємозалежних видів). В залежності від жорстокості порушення, відновлення часто складається з ініціації, надання допомоги, або прискорення процесів екологічної сукцесії.
В багатьох екосистемах угруповання зазвичай відновлюють наслідки природних і антропогенних порушень ступеня від легкого до середнього. Відновлення в таких системах включає прискорення природних сукцесійних траєкторій. Проте система, що пережила більш значне порушення (фізична або хімічна зміна довкілля) може потребувати інтенсивних зусиль по відновленню природних умов навколишнього середовища, які сприяють природним сукцесійним процесам. Ця здатність до відродження називається екологічною стійкістю.

### Фрагментація
Фрагментація оселищ (місцеперебувань) дикої природи — це виникнення просторових неоднорідностей в біологічній системі. Завдяки змінам в землекористуванні (сільське господарство) і «природним» порушенням, екосистеми розбиті на дрібніші частини. Дрібні фрагменти оселищ можуть підтримувати тільки невелику популяцію, а малі популяції більше уразливі в плані знищення. Більше того, фрагментація екосистем знижує внутрішнє оселище. Місця існування дикої природи уздовж межі фрагмента мають різкі зміни умов навколишнього середовища, і тому підтримують існування видів, відмінних від тих, що існують в середині оселища. Фрагментація значно і якісно зменшує внутрішнє середовище проживання, і може призвести до зникнення тих видів, яким внутрішнє захищене середовище потрібно. Проекти з відновлення можуть збільшити ефективний розмір оселища шляхом простого додавання території, або через насадження екокоридорів, які поєднують і заповнюють прогалину між двома ізольованими фрагментами. Зворотний процес фрагментації і збільшення зв'язності середовища існування дикої природи є центральними завданнями екології відновлення.

### Функція екосистеми
Функція екосистеми описує фундаментальні процеси природних систем, включаючи колообіг поживних речовин і потоки енергії. Ці процеси є основними й найбільш важливими компонентами екосистем. Розуміння всієї складності та заплутаності цих циклів необхідно для вирішення будь-яких екологічних процесів, що можуть погіршитися. Активна екосистема, яка є повністю здатною до самозбереження (не потребує жодного управління та догляду)  — це є кінцева мета реставраційних зусиль. Оскільки ці функції системи є емерджентними властивостями системи як цілого, то їх моніторинг та менеджмент мають вирішальне значення для довготермінової стабільності системи.

## Еволюція концепцій
Екологія відновлення через свою виключно фізичну природу, є ідеальним полігоном для екологічних принципів суспільства, що знаходяться на стадії становлення (Бредшоу, 1987). Крім того, як майбутні теми обговорення і дискусій, виникли концепції створення нових і успішних технологій відновлення, стандартів ефективності функціонування, часових рамок, локальної генетики, ставлення суспільства до екології відновлення, а також нові етичні і релігійні можливості.

### Комплектація
Комплектація угруповань «це структура, яка може поєднати (уніфікувати) практично все стосовно екології (суспільства) під єдину концептуальну парасолю (в рамках єдиної концептуальної основи)». Теорія комплектації угруповань намагається пояснити існування екологічно подібних територій з різним комплектом видів, які там існують. Вона припускає, що види мають схожі вимоги до екологічних ніш, отже формування угруповання живих істот є результатом випадкових відхилень від загального видового пулу. По суті, якщо всі види достатньо рівнозначні у екологічному плані, то випадкова варіація між видами у показниках колонізації, міграції та вимирання, призводить до відмінностей видового складу між ділянками з порівняно схожими умовами навколишнього середовища.

#### Стани стабільності
Альтернативні стани (умови) стабільності — це композиційні можливості окремих видів, які можуть існувати в рамках угруповання. В екології теорія альтернативних станів стабільності передбачає, що екосистеми можуть існувати в декількох варіантах «станів» (тобто наборів унікальних біотичних і абіотичних умов). Відповідно до теорії комплектації, відмінності в колонізації видів, у міжвидових взаємодіях і формуванні угруповання можуть призвести до відмінностей у балансі видів в різних угрупованнях. Угруповання живих істот мають безліч можливих варіантів композиційного балансу, які залежать від початкової комплектації. Тобто, випадкові флуктуації призводять до конкретної початкової комплектації угруповання, яка впливає на напрямки сукцесій і можливий баланс видового складу.
Чисельні варіанти стабільних станів є специфічною концепцією, згідно якій всі види мають рівний доступ до угруповання (тобто рівний потенціал розосередження) і відмінності між угрупованнями виникають просто через відмінності у часових рамках колонізації кожним видом.
Ця концепція є керівною для екології відновлення. Реставрація угруповання не тільки включає маніпулювання часовою синхронізацією і структурою початкового видового складу. Але також працює в напрямку одного бажаного стабільного стану. Насправді, деградовані екосистеми можна розглядати як альтернативний стабільний стан при умовах альтернативних умов навколишнього середовища.

### Онтогенез
Екологія онтогенезу — це вивчення того, як екологічні відносини змінюються протягом життя індивідуальної істоти. На різних етапах життєвого циклу організми потребують різних умов навколишнього середовища. Для нерухомих організмів (наприклад, рослин) умови, які необхідні для проростання і розвитку, можуть відрізнятись від умов, потрібних їм в стадії зрілості. Оскільки екосистема змінюється через антропогенні процеси, діапазони параметрів навколишнього середовища також можуть змінюватись. В деградованій екосистемі можуть бути відсутні екологічні умови, необхідні для конкретної стадії розвитку конкретного організму. Якщо саморегульована, самоорганізована, функціональна екосистема повинна містити екологічні умови для постійного відтворення її видів, то зусилля по реставрації повинні задовольняти потреби організмів протягом усього терміну їх розвитку.

## Застосування теорії
Відновлення визначається як застосування екологічної теорії до екологічної реставрації. Проте, з багатьох причин, це може бути перспективою з певними викликами. Ось кілька прикладів практик, що розвивають цю теорію.

### Гетерогенність ґрунтів впливає на гетерогенність угруповань
Просторова неоднорідність ресурсів може впливати на склад рослинних угруповань, різноманітність і напрямок комплектації. В своєму реставраційному проекті Баєр та ін.. (2005) регулювали (змінювали) гетерогенність ґрунтових ресурсів у високотравній прерії. Вони виявили зростання гетерогенності ресурсів. Це само по собі було недостатнім для забезпечення різноманіття видів в ситуації, де одні види домінують по всьому діапазону ресурсів. Їх висновки сходились з теорією стосовно ролі екологічних фільтрів при комплектації угруповань. Розвиток та становлення одного виду, який найкраще пристосований до фізичних і біологічних умов, може грати неймовірно важливу роль у визначенні структури угруповання.

### Вторгнення, конкуренція домінування і використання ресурсів
«Динаміка інвазійних видів може залежати від їх здатності конкурувати за ресурси і використовувати порушення відносно можливостей місцевих видів». Сиблум та ін.. (2003) перевірили цю концепцію та її наслідки в контексті відновлення пасовищ в Каліфорнії. Вони виявили, що місцеві види злаків були в змозі успішно конкурувати з інвазивними екзотами. Отже, існує можливість відновлення оригінальної місцевої екосистеми пасовищ.

### Напрямки сукцесій
Прогрес у напрямку бажаного сукцесійного шляху може бути ускладнений, якщо є імовірність існування декількох станів стабільності. Проаналізувавши дані 40 років реставрації водно-болотних угідь, Клотц і Гутйянс (2001) стверджують, що несподівана і небажана комплектація рослинності «може свідчити про те, що умови навколишнього середовища не підходять для цільових угруповань». Сукцесії можуть прямувати в непередбачуваних напрямках. Проте обмеження екологічних умов в межах вузького діапазону може «приструнити» можливі напрямки сукцесій і збільшити ймовірність бажаного результату.

## Відновлення екосистем

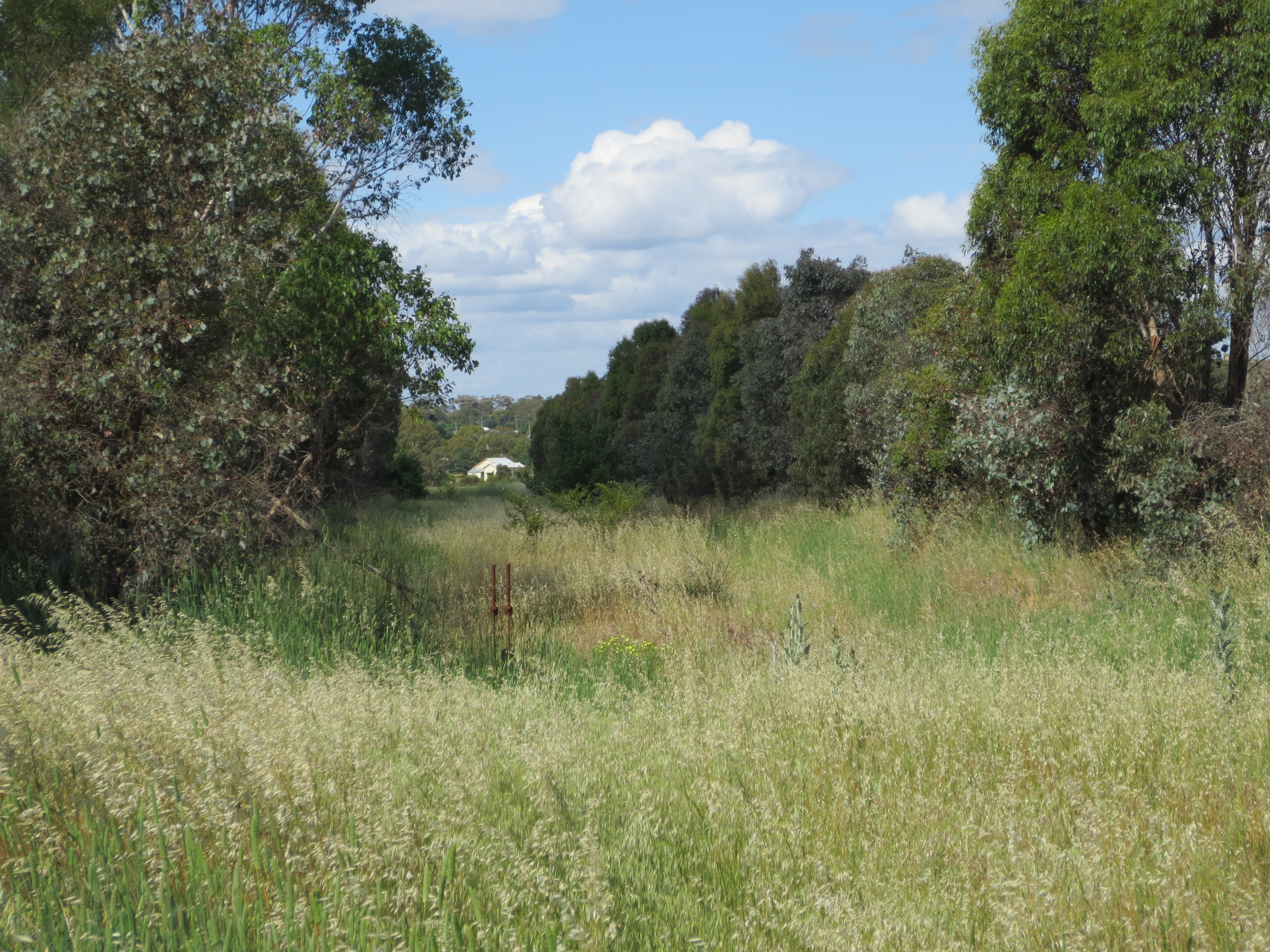
Відновлення екосистеми для попуги Polytelis swainsonii на покинутій залізничній колії в Австралії

За даними «Товариства екологічної реставрації», реставрація екосистем є поверненням пошкодженої екологічної системи до стабільного, здорового і сталого стану, часто повернення одночасно пов'язаних з ними екосистемних послуг.

### Аргументація
Є багато причин для відновлення екосистем. Ось деякі з них:
- Відновлення природного капіталу: питної води, або популяцій диких тварин.
- Пом'якшення наслідків змін клімату (наприклад, за рахунок депонування вуглецю[en]).
- Надання допомоги зникаючим видам.
- Естетичні причини (Харріс та ін.. 2006, Макдоналд та ін..2002).
- Моральні причини: ми призвели до деградації, а в деяких випадках до знищення, багатьох екосистем. Отже, «полагодити» їх — це наш обов'язок.

Існують значні розбіжності стосовно того, як ставити перед собою реставраційні цілі, і як визначати успішність їх досягнення. Дехто закликає до активного відновлення: викорінення інвазійних тварин, щоб замість них могли вижити місцеві види. Є інші, які вважають, що охоронювані території повинні відчувати мінімум людського втручання. Реставрація екосистем є генератором суперечок. Існують скептики, які сумніваються, що вигоди виправдовують економічні інвестиції. Або є такі, хто вказує на невдалі проекти відновлення і ставлять питання про доцільність відновлення взагалі. Може бути важко ставити перед собою реставраційні цілі. Частково тому, що, як стверджує Ентоні Бредшоу, «екосистеми не є статичними, адже вони перебувають у стані динамічної рівноваги… а (з реставрацією) ми цілимось (у) рухому ціль».
Навіть якщо екосистема не може бути повернута до початкового стану, функції екосистеми (особливо ті, які надають людству послуги) можуть бути ціннішими, ніж поточний стан екосистеми (Бредшоу, 1987). Одна з причин розглянути питання про відновлення екосистем — це пом'якшення наслідків змін клімату шляхом проведення таких заходів, як залісення. Залісення включає перепосадку лісів, які видаляють вуглекислий газ з повітря. Діоксид вуглецю є лідером серед причин глобального потепління (Шпет, 2005), і його фіксація допоможе пом'якшити наслідки змін клімату. Інший приклад загального рушія реставраційних проектів в США — правова основа Акту «Про чисту воду», яка часто вимагає пом'якшення шкоди, заподіяної водним системам через промисловий розвиток, або інші види діяльності.

### Виклики в реставраційній діяльності
Деякі вважають відновлення екосистем непрактичним. Почасти тому, що такі процеси іноді виходять з ладу. Хильдербранд та ін.. відзначають, що часто не розглядається невизначеність (екосистемних функцій, міжвидових відносин, тощо). А також що часові рамки, встановлені для «повного» відновлення, є невиправдано короткими. В інших випадках екосистема може бути настільки деградованою, що мудрим рішенням може стати відмова від реставрації (що дозволяє ураженій екосистемі відновитись самостійно) (Холл, 2006). Місцеві громади іноді стають проти реставрацій, які включають реінтродукцію великих хижаків, або рослин, що вимагають режимів порушень (наприклад, регулярних пожеж) (Макдоналд та ін.. 2002). Високі економічні витрати також можуть сприйматись як негативний показник реставрації. Громадська думка дуже важлива для появи можливості реставрації. Якщо громадськість вважає, що витрати на відновлення переважають вигоди для людей, вони не будуть підтримувати такий процес (Макдоналд та ін.. 2002). У цих випадках людям варто бути готовими залишити екосистему відновлюватись самостійно, що іноді може статись доволі швидко (Холл, 2006).
Багато невдач сталося в реставраційних проектах минулого через те, що не було встановлено чітких цілей на шляху відновлення. Це могло статись тому, що, як вказує Пітер Альперт, «люди можливо не (завжди) знають, як ефективно управляти природними системами». Також зроблено багато припущень щодо міфів про реставрацію. Наприклад, про «копірку», коли реставраційний план, який спрацював на одній території, під час застосування на іншій, не призвів до очікуваних результатів (Хільдербнанд та ін.. 2005).